# T Puppis
T Puppis är en röd jätte av spektraltyp M2III och visuell magnitud 6,14 i stjärnbilden Akterskeppet. Den misstänktes vara variabel. Noggranna mätningar har emellertid visat att den inte är det.